# Paropsiopsis jollyana
Paropsiopsis jollyana är en passionsblomsväxtart som beskrevs av Ernest Friedrich Gilg. Paropsiopsis jollyana ingår i släktet Paropsiopsis och familjen passionsblomsväxter. Inga underarter finns listade i Catalogue of Life.